# Zdeněk Vavřík
Zdeněk Vavřík (21. září 1906, Libhošť – 29. prosince 1964, Praha) byl moravský knihovník, básník, prozaik, dramatik a novinář, rovněž autor knih pro děti a mládež.

## Život
Pocházel z učitelské rodiny Aloise Vavříka a Marie roz. Waltrové. 21. 3. 1936 se ve Slezské Ostravě oženil s Jarmilou Lipovskou.
Po maturitě roku 1925 na gymnáziu v Ostravě začal studovat práva na Právnické fakultě Univerzity Karlovy, ale roku 1928 přestoupil na Filozofickou fakultu, kterou absolvoval roku 1932. Zároveň vystudoval Státní knihovnickou školu v Praze a pak pracoval jako knihovník v Ostravě, Opavě a v Pardubicích. 
Od roku 1941 byl dramaturgem činohry pardubického Východočeského divadla. Roku 1944 byl totálně nasazen v továrně na výbušniny Explosia v Semtíně. Po skončení války se k práci knihovníka v Pardubicích vrátil a vykonával jí až do roku 1955. Pak byl až do své smrti redaktorem Literárních novin. V roce 2021 byla u příležitosti 115. výročí narození Zdeňka Vavříka přejmenována místní knihovna v jeho rodišti (nyní Knihovna Zdeňka Vavříka v Libhošti), její součástí je expozice o životě a díle spisovatele. 

### Tvorba
Debutoval roku 1919 fejetonem v Ostravském večerníku. V různých novinách a časopisech publikoval své verše a divadelní i literární kritiky. Již od studentských let se aktivně účastnil kulturního života a pokračoval v tom ve všech svých působištích. Jeho první vydanou knihou byla roku 1929 sbírka teskných básní Elegie, napsaná pod vlivem teorie čisté poezie (la poésie pure) Henryho Brémonda a zaměřená na zvukové hodnoty slov. Později se věnoval se také milostným veršům i aktuální politické situaci (německá okupace). Většího ocenění se dočkaly jeho práce pro mládež, založené na adaptacích starších předloh. Bohaté zkušenosti z vlastní profese promítl do úvah soustředěných v Knihovníkově zápisníku, vycházejícím v letech 1940–1942. Psal také divadelní i rozhlasové hry. Jeho dílo doplňuje novinářská činnost a překlady z francouzštiny.

## Dílo

### Básnické sbírky
- Elegie (1929) – digitalizovaný dokument (DD)
- Vesnický hřbitov (1930), bibliofilie
- Noci (1932)
- Plakati světlem (1933), bibliofilie
- Jaro (1933)
- Klenba (1936), obsahuje též sbírku Plakati světlem, milostné verše – DD
- Píseň Ostrava (1938) – DD
- Puklý bronz (1939), bibliofilie – DD
- Píseň za pomezí (1939), novoročenka
- Rodná (1940) – DD
- Poesie (1942), básně let 1928–1940 – DD
- Truchlorouška (1945), verše z let 1938–1944 – DD

### Próza
- Bard (1937), esej, novoročenka k opavským oslavám sedmdesátin Petra Bezruče
- Dobrodružství Marca Pola (1942), adaptace cestopisu Milion od Marca Pola pro mládež – DD
- Kolovrat (1944), pověsti a pohádky z východních Čech s ukázkami dětské lidové poezie
- Čtení o Janu Želivském (1953), mladým čtenářům určené vylíčení životních příběhů husitského radikálního kazatele Jana Želivského – DD
- Ostravice (1956), povídky pro mládež odehrávající u řeky Ostravice – DD
- Dobrodružství Marca Pola (1957), podle jeho Milionu – DD
- Zelená brána (1958), pověsti a kratochvilné historie – DD
- Chlapci a hokej (1961), povídka pro mládež, společně s hokejistou Jiřím Tožičkou

### Divadelní hry
- Casanova (1943)
- Judita (1944)
- Pohádka o dívce holubici (1951)
- Šibal Kacafírek (1957), loutková hra pro děti, roku 1958 přepracováno s titulem Kratochvíle s Kacafírkem
- Stará komedie (1957), burleskní hra, karikující pokrytectví nepřátel všeho nového

### Rozhlasové hry
- Tři úkoly Martina Kaluse (1955), pro děti
- Bezbožný mnich (1956)
- O Peronikovi (1963), pro děti
- Paní ostrova Lok (1964), pro děti

### Ostatní
- Staletí (1940), rozhlasové pásmo – DD
- Knihovníkův zápisník (1946), knižní vydání souboru poznámek, věnovaných českému veřejnému knihovnictví – DD
- Dožínková scéna (1950), pásmo
- Nový zlatý věnec (1967) – antologie české literatury pro mládež z doby mezi dvěma světovými válkami vybrali a uspořádali František Hrubín, Vladimír Kovářík, Eduard Petiška a Zdeněk Vavřík – DD

### Překlady
- 1932 – Alain-René Lesage: Kulhavý ďábel
- 1939 – Claude Aveline: Dvojí smrt Fréderica Belota
- 1942 – Carlo Gozzi: Turandot